# Henry Sacheverell
Henry Sacheverell, född omkring 1674, död den 5 juni 1724, var en engelsk präst och politiker.
Sacheverell studerade i Oxford, där han 1701-13 var fellow vid Magdalen College och 1708 blev teologie doktor. Han gjorde sig som predikant i S:t Saviour's (i Southwark) bekant genom politiska predikningar och väckte 1709  oerhört uppseende genom två predikningar, den ena (15 augusti) hållen i Derby och den andra (5 november) i Sankt Pauls-katedralen, i vilka han på det häftigaste utfor mot whigpartiet för de faror, varmed dess politik enligt hans mening hotade kyrkan. Personliga anspelningar i predikningarna mot ministern Sidney Godolphin föranledde denne att genomdriva ett inskridande mot den djärve predikanten, vilken därigenom kom att i den stora allmänhetens ögon framstå som martyr.
Beslut om åtal mot Sacheverell inför överhuset för högförräderi (genom "impeachment") fattades december 1709 av underhuset. Under rättegången (februari-mars 1710) förekom häftiga gatuoroligheter; domen lydde endast på tre års suspension från predikorätt, firades av Sacheverells anhängare som en seger och bidrog väsentligt till whigministärens fall hösten samma år. Den nya toryministären gav 1713 Sacheverell ett indräktigt pastorat, S:t Andrews i Holborn; den fåfänge mannen dolde ej sitt missnöje med, att belöningen ej blev ansenligare, och råkade snart i långdragna tvister med sina församlingsbor.